# Шпигель, Анне
Анне Шпигель (нем. Anne Spiegel; род. 15 декабря 1980, Лаймен, Баден-Вюртемберг) — немецкий политический деятель. Член партии Союз 90 / Зелёные. Министр по делам защиты климата, окружающей среды, энергетики и мобильности Рейнланд-Пфальца с 18 мая 2021 года. Член бундесрата от Рейнланд-Пфальца с 1 января 2021 года. В прошлом — министр по делам семьи, женщин, молодежи, интеграции и защиты прав потребителей Рейнланд-Пфальца (2016—2021), депутат ландтага Рейнланд-Пфальца (2011—2016). Федеральный министр по делам семьи, женщин, пожилых граждан и молодёжи (2021—2022).

## Биография
Родилась 15 декабря 1980 года в городе Лаймен в земле Баден-Вюртемберг.
В 2000 году окончила школу. Изучала политику, философию и психологию в городах Дармштадт, Майнц, Мангейм и испанском городе Саламанка. В 2007 году получила степень магистра искусств в области политологии, философии и психологии Майнцского университета.
С 2008 по 2010 год — преподаватель языка в Майнце, Мангейме, Гейдельберге.
С 1999 по 2002 год — член правления молодёжного крыла «зелёных» в земле Рейнланд-Пфальц. С 2003 по 2004 год — член федерального совета молодёжного крыла «зелёных».
По результатам выборов в федеральной земле Рейнланд-Пфальц 27 марта 2011 года избрана депутатом ландтага Рейнланд-Пфальца от «зелёных». Была заместителем председателя парламентской группы.
С 2014 по 2016 год — депутат городского совета Шпайера.
18 мая 2016 года назначена министром по делам семьи, женщин, молодежи, интеграции и защиты прав потребителей Рейнланд-Пфальца в правительстве под руководством премьер-министра Малу Драйер. После отставки Ульрике Хёфкен с 1 января 2021 года исполняла обязанности министра по делам окружающей среды, энергетики, продовольствия и лесов Рейнланд-Пфальца. 18 мая 2021 года назначена вице-премьером и министром по делам защиты климата, окружающей среды, энергетики и мобильности Рейнланд-Пфальца.
Возглавляла список партии Союз 90 / Зелёные на выборах в федеральной земле Рейнланд-Пфальц 14 марта 2021 года.
1 января 2021 года стала членом бундесрата от Рейнланд-Пфальца.
8 декабря 2021 года при формировании правительства Олафа Шольца получила портфель министра по делам семьи, пожилых граждан, женщин и молодёжи.
25 апреля 2022 года ушла в отставку из-за обвинений в пренебрежении служебными обязанностями земельного министра окружающей среды, когда через десять дней после наводнений в июле 2021 года она отправилась в отпуск, который провела во Франции.

## Личная жизнь
Замужем, имеет четырёх детей.